# Meydan TV
Meydan TV est une chaîne de télévision et une organisation médiatique azerbaïdjanaise à but non lucratif basée à Berlin. En mai 2013, Meydan TV a annoncé son intention de diffuser simultanément via le réseau de communication turc Türksat. Le mot « meydan » signifie « place publique » en azéri. Fondée en 2013 par le blogueur dissident et ancien prisonnier politique Emin Milli (en), Meydan TV diffuse des informations en azéri, en anglais et en russe.